# Symplocos guillauminii
Symplocos guillauminii är en tvåhjärtbladig växtart som beskrevs av Elmer Drew Merrill. Symplocos guillauminii ingår i släktet Symplocos och familjen Symplocaceae. Inga underarter finns listade i Catalogue of Life.